# Nakayama (Ehime)
El Pueblo de Nakayama (中山町 Nakayama-chō?) fue un pueblo del Distrito de Iyo en la Región de Chuyo (中予地方 Chūyo-chihō?) de la Prefectura de Ehime.

## Características
Se encontraba en la zona montañosa del centro de la Prefectura, desde el centro de la Ciudad de Matsuyama se llega por la Ruta Nacional 56, a unos 27 kilómetros hacia el sur y tras atravesar el Paso de Inuyose (犬寄峠 Inuyose-tōge?). También se encuentra a unos 27 kilómetros de la Ciudad de Oozu, por lo que se encuentra aproximadamente a medio camino entre ambas ciudades. El territorio se extiende en torno al Río Nakayama (中山川 Nakayama-gawa?), un afluente del Río Hiji (肱川 Hiji-kawa?).
Limitaba con la Ciudad de Iyo; y los pueblos de Futami del Distrito de Iyo (actualmente es parte de la Ciudad de Iyo), Tobe del Distrito de Iyo y Uchiko del Distrito de Kita.
La zona montañosa llega a una altitud de unos 800 metros.
En el distrito de Izubuchi se encontraba el edificio del Ayuntamiento (actualmente es una Dependencia del Ayuntamiento de la Ciudad de Iyo), y constituía el centro del Pueblo. Allí también estaban ubicadas varias instalaciones de uso público, los comercios, la estación de la JR e instituciones educativas.

## Historia
- 1876: el Pueblo de Nakayama (中山村 Nakayama-mura?) pasa a ser parte del Distrito de Kita; y las villas de Izubuchi (出淵村 Izubuchi-mura?), Saredani (佐礼谷村 Saredani-mura?) y Kurita (栗田村 Kurita-mura?) pasan a ser parte del Distrito de Shimoukena (下浮穴郡 Shimoukena-gun?).
- 1889: la Villa de Nakayama pasa a ser parte del Distrito de Shimoukena.
- 1896: se suprime el Distrito de Shimoukena por lo que las villas de Haramachi (原町村 Haramachi-mura?), Tobe (砥部村 Tobe-mura?), Hirota (広田村 Hirota-mura?), Nakayama (中山村 Nakayama-mura?), Izubuchi (出渕村 Izubuchi-mura?), Saredani (佐礼谷村 Saredani-mura?), Kaminada (上灘村 Kaminada-mura?) y Shimonada (下灘村 Shimonada-mura?) pasan a formar parte del Distrito de Iyo.
- 1907: el 1° de enero la Villa de Nakayama absorbe la Villa de Izubuchi.
- 1925: el 1° de abril la Villa de Nakayama pasa a ser el Pueblo de Nakayama.
- 1929: el 15 de marzo el Pueblo de Nakayama absorbe una parte de la Villa de Hirota.
- 1955: el 1° de febrero el Pueblo de Nakayama absorbe la Villa de Saredani.
- 1956: comienza a cultivarse shiitake.
- 1958: el distrito de Hiraoka del Pueblo de Nakayama pasa a formar parte de la Ciudad de Iyo.
- 1995: se hermana con el Pueblo de Nakayama (中山町 Nakayama-chō?), actualmente parte del Pueblo de Daisen (大山町 Daisen-chō?) de la Prefectura de Tottori.
- 2005: el 1° de abril es absorbida junto al Pueblo de Futami por la Ciudad de Iyo.